# 常万全
常万全（じょう ばんぜん、簡体字：常万全、繁体字：常萬全、英語：Chang Wanquan、チャン・ワンチュエン、1949年1月 - ）は、中華人民共和国の政治家、軍人。第11代国防部長、国務委員（副首相級）、党中央委員会委員、党中央軍事委員会委員、国家中央軍事委員会委員を務める。階級は上将。党第16・17・18期中央委員であった。

## 経歴
1949年1月に河南省南陽市に誕生する。1968年3月、中国人民解放軍に入隊、同年11月、中国共産党に入党。1968年2月から陸軍戦士、班長。翌年11月から小隊長。1970年7月から第47軍師団司令部作訓科参謀。1974年3月から第47軍司令部作訓処参謀。1978年2月から蘭州軍区司令部作戦部二科参謀を務め、同年9月から蘭州軍区司令部弁公室秘書科秘書。1980年2月から第47軍司令部作訓処副処長。1981年3月から第47軍司令部作訓処処長。1983年5月から第47軍第140師団参謀長。1985年9月から第140師団副師団長。1985年9月から1987年7月まで陝西渭南師範専科学校で学ぶ。1990年9月から蘭州軍区司令部作戦部部長。1992年2月から第21軍第61師団長。1994年11月から第47集団軍参謀長。
1994年3月から1995年1月まで国防大学基本系で学ぶ。1997年、少将。1998年6月から国防大学戦役教研室主任。2000年10月から第47集団軍軍長。2002年1月から蘭州軍区参謀長。2003年、中将。2003年12月、北京軍区参謀長に任命。2004年12月、瀋陽軍区司令員に任命。
2007年9月、総装備部長に任命。2007年10月22日、第17期1中全会において党中央軍事委員会委員に選出される。同年10月31日に上将に昇進し、11月2日に上将階級昇格式が開催された。2008年3月16日、第11期全国人民代表大会第1回会議において国家中央軍事委員会委員に選出された。
2012年10月に総装備部長を退任するが、同年11月15日の第18期1中全会において党中央軍事委員会委員に再任される。
2013年3月15日、第12期全国人民代表大会第1回会議において国家中央軍事委員会委員に再任され、翌16日には国務委員及び国防部部長に任命された。
2017年10月の第19回党大会において党中央委員から外れ、引退が決まった。